# CS Goliador Chișinău
Der CS Goliador Chișinău (CS Goliador-SS 11 Chișinau) ist ein moldauischer Frauenfußballverein in Chișinău.

## Geschichte
Der Verein spielt aktuell in der ersten Frauen-Liga des Landes und gehört zu den erfolgreichsten. Der Verein gewann 2010/11 das Double aus Pokal und Meisterschaft. Nach diesem Erfolg debütierten sie 2011/12 in der UEFA Women’s Champions League. Sie verloren alle drei Spiele deutlich. In der Saison 2012/13 wurde Goliador zum zweiten Mal Meister. Den Titel gewann die Mannschaft am letzten Spieltag gegen den direkten Konkurrenten FC Noroc Nimoreni. 2014/15 folgte dann Meisterschaft Nummer drei.

### Champions-League-Teilnahmen
|                                       |          |                      |      |  |  |
| UEFA Women’s Champions League 2011/12 | Gruppe 1 | PAOK Saloniki        | 0:3  |  |  |
|                                       |          | YB Frauen            | 0:7  |  |  |
|                                       |          | ŽFK Naše Taksi       | 0:6  |  |  |
|                                       |          |                      |      |  |  |
| UEFA Women’s Champions League 2013/14 | Gruppe 7 | ASA Tel-Aviv FC      | 0:6  |  |  |
|                                       |          | Apollon Limassol     | 0:1  |  |  |
|                                       |          | FC Union Nové Zámky  | 0:6  |  |  |
| UEFA Women’s Champions League 2014/15 | Gruppe 5 | ŽNK Osijek           | 0:12 |  |  |
|                                       |          | ŽFK Spartak Subotica | 0:19 |  |  |
|                                       |          | AS Amazones Dramas   | 0:11 |  |  |

## Erfolge
- Meister: 2011, 2013, 2014
- Pokalsieger: 2011